# Мардер, Дариус
Дариус Мардер (англ. Darius Marder; родился 3 июня 1974, Ашфилд, Массачусетс, США) — американский режиссёр, сценарист и издатель. Известен главным образом благодаря художественному фильму «Звук металла», получившему ряд престижных премий.

## Биография
Мардер родился в 1974 году в американском штате Массачусетс. Его родители были художниками и последователями Георгия Гурджиева. Дариус плохо учился в школе и не стал поступать в колледж. В 18 лет он начал преподавать литературу в средней школе, позже основал в Вермонте свой бизнес, связанный с производством и продажей суши. Затем Мардер переехал в Нью-Йорк, где работал шеф-поваром и фуд-стилистом, начал писать киносценарии и продюсировать разные проекты. В 2008 году он снял свой первый фильм — документальную ленту Loot, удостоившуюся первой премии на фестивале в Лос-Анджелесе.
В 2012 году Мардер написал сценарий для фильма «Место под соснами» совместно со своим другом Дереком Сиенфрэнсом. Последний долго работал над документальным фильмом об оглохшем барабанщике, но забросил его; тогда Мардер на основе этого сюжета снял художественную ленту «Звук металла». Съёмки проходили в 2018 году, премьера состоялась на кинофестивале в Торонто в 2019, а на больших экранах фильм показали в 2020 году. «Звук металла» снискал огромный успех и был номинирован на множество престижных премий, включая «Оскар».
Фильмография
- 2008 — Loot (режиссёр);
- 2012 — Место под соснами (сценарист);
- 2019 — Звук металла (режиссёр, сценарист).